# Juricani
Juricani (wł. Giurizzani) – wieś w Chorwacji, w żupanii istryjskiej, w mieście Umag. W 2011 roku liczyła 413 mieszkańców.